# Three Tall Women
Three Tall Women és una obra de teatre en dos actes del dramaturg estatunidenc Edward Albee estrenada el 1991.

## Argument
L'obra recrea les relacions personals entre tres dones, referides com A, B i C. La primera és una anciana que ronda els 90 anys, acabalada, despòtica i amb símptomes lleus de malaltia d'Alzheimer. La segona, en la cinquantena, en la seva cuidadora, cínica i enlairada. C té 26 anys i representa a una signatura d'advocats que fa presència pels recurrents impagaments, per negligència, d'A.
L'obra s'obre amb els tres personatges principals junts en el dormitori d' A, qui es dedica a narrar històries sobre joventut. B li segueix el corrent i C intenta introduir en la conversa l'assumpte legal que l'ha portat a la casa, encara que sense massa fortuna. C crida l'atenció sobre algunes contradiccions en el relat d'A, però B, acontumada, li aclareix que és producte de la ment, ja una mica confusa de l'anciana. L'Acte I finalitza quan A sofreix un atac cardiovascular.
En l'Acte II A és representat per un maniquí que jeu sobre el llit. A, B, i C ja no són les identitats separades del primer acte, sinó la representació d'en diferents moments de la seva vida (les edats corresponents a les A, B, i C del primer acte). La major part de l'acte escenifica una interactuació entre les tres edats del personatge.
En un moment determinat, el fill de la dona ve a asseure's al costat del maniquí. L'obra acaba amb un debat entre A, B i C sobre el moment més feliç de la seva vida. A té l'última paraula i sentència que el moment més feliç és quan tot està ja fet i podem finalment detenir-nos.

## Representacions destacades
L'estrena mundial va tenir lloc el 14 de juny de 1991, a l'English Theater de la ciutat de Viena, interpretada per Myra Carter (A), Kathleen Butler (B) i Cynthia Bassham (C).
En Nova York, es va estrenar a l'abril de 1994 en el Promendade Theatre del Off-Broadway, amb Myra Carter, Marian Seldes i Jordan Baker en els tres papers de l'obra.
En la seva representació londinenca, al novembre de 1994, la direcció va ser a càrrec de Karel Reisz i la interpretació de Maggie Smith (A), Frances de la Tour (B) i Anastasia Hille (C).
L'obra es va estrenar al Teatro Lara de Madrid en 1995, en versió de Vicente Molina Foix, amb direcció de Jaime Chávarri i interpretació de María Jesús Valdés (A), Magüi Mira (B) i Silvia Marsó (C). (C).
Altres països de parla hispana en els quals s'ha representat han estat Argentina (Teatro Blanca Podestá, Buenos Aires, dirigida per Inda Ledesma, amg María Rosa Gallo, Leonor Benedetto i Carola Reyna), Xile (Teatre de la Universitat Catòlica de Xile, Santiago, 1996, dirigit per Ramón Núñez Villarroel, amb Paz Yrarrázaval, Liliana Ross i Aline Kuppenheim), Mèxic (Ciutat de Mèxic, 1997, dirigida per Sandra Félix i amb Carmen Montejo, Blanca Sánchez i Isela de Villers) i Uruguai (Teatro Alianza, Montevideo, 1991, dirigida per Nelly Goitiño, amb Estela Medina, Gloria Demassi i Alejandra Wolff).
En alemany (Drei große Frauen) es va estrenar en el Stadttheater de Würzburg, al març de 1995. L'actriu alemanya Nina Hoss ha interpretat C en la versió alemanya.
El muntatge francès (Trois femmes grans) va tenir lloc al Théâtre de l'Atelier, de París, en 1996 i va ser dirigit per Jorge Lavelli, estant format l'elenc d'actrius per Denise Gence, Françoise Brion i Judith Godrèche.
Estrenat igualment en 1996 en el Teatre della Cometa de Roma, com Tre donne alte, amb Marina Malfatti, Fiorenza Marchegiani i Gea Lionello, dirigides per Luigi Squarzina.

## Premis i nominacions

### Producció Off-Broadway de 1994
| Any  | Premi                      | Categoria                              | Nominat                  | Resultat  |
| ---- | -------------------------- | -------------------------------------- | ------------------------ | --------- |
| 1994 | Drama Desk Award           | Actriu destacada en una obra de teatre | Myra Carter              | Guanyador |
| 1994 | Drama Critics Circle Award | Millor Obra                            | Millor Obra              | Guanyador |
| 1994 | Premi Lucille Lortel       | Obra destacada                         | Obra destacada           | Guanyador |
| 1994 | Premi Lucille Lortel       | Millor Actriu                          | Myra Carter              | Guanyador |
| 1994 | Outer Critics Circle Award | Millor obra Off-Broadway               | Millor obra Off-Broadway | Guanyador |
| 1994 | Outer Critics Circle Award | Millor Actriu                          | Myra Carter              | Guanyador |
| 1994 | Premi Pulitzer del Drama   | Premi Pulitzer del Drama               | Premi Pulitzer del Drama | Guanyador |
| 1994 | Obie Award                 | Actuació distingida d'un actor         | Myra Carter              | Guanyador |

### Producció West End de 1994
| Any  | Premi                  | Categoria     | Nominat      | Resultat  |
| ---- | ---------------------- | ------------- | ------------ | --------- |
| 1994 | Evening Standard Award | Millor Obra   | Millor Obra  | Guanyador |
| 1994 | Evening Standard Award | Millor Actriu | Maggie Smith | Guanyador |

### Producció de Broadway de 2018
| Any  | Premi                      | Categoria                                              | Nominat                                                | Resultat  |
| ---- | -------------------------- | ------------------------------------------------------ | ------------------------------------------------------ | --------- |
| 2018 | Premis Tony                | Millor reestrena d'una obra                            | Millor reestrena d'una obra                            | Nominat   |
| 2018 | Premis Tony                | Millor actriu principal                                | Glenda Jackson                                         | Guanyador |
| 2018 | Premis Tony                | Millor actriu secundària                               | Laurie Metcalf                                         | Guanyador |
| 2018 | Premis Tony                | Millor disseny escènic                                 | Miriam Buether                                         | Nominat   |
| 2018 | Premis Tony                | Millor vestuari                                        | Ann Roth                                               | Nominat   |
| 2018 | Premis Tony                | Millor direcció d'una obra                             | Joe Mantello                                           | Nominat   |
| 2018 | Drama League Award         | Reestrena d'una obra d'Off-Broadway                    | Reestrena d'una obra d'Off-Broadway                    | Nominat   |
| 2018 | Drama League Award         | Premi a l'actuació distingida                          | Glenda Jackson                                         | Guanyador |
| 2018 | Drama League Award         | Premi a l'actuació distingida                          | Laurie Metcalf                                         | Nominat   |
| 2018 | Outer Critics Circle Award | Reestrena reixida d'una obra (Broadway o Off-Broadway) | Reestrena reixida d'una obra (Broadway o Off-Broadway) | Nominat   |
| 2018 | Outer Critics Circle Award | Millir direcció                                        | Joe Mantello                                           | Nominat   |
| 2018 | Outer Critics Circle Award | Millors decorats (Obra o musical)                      | Miriam Buether                                         | Nominat   |
| 2018 | Outer Critics Circle Award | Actriu en una obra                                     | Glenda Jackson                                         | Guanyador |
| 2018 | Outer Critics Circle Award | Millor actriu en una obra                              | Laurie Metcalf                                         | Guanyador |
| 2018 | Drama Desk Award           | Reestrena d'una obra                                   | Reestrena d'una obra                                   | Nominat   |
| 2018 | Drama Desk Award           | Actriu en una obra                                     | Glenda Jackson                                         | Guanyador |
| 2018 | Drama Desk Award           | Actriu en una obra                                     | Laurie Metcalf                                         | Nominat   |
| 2018 | Drama Desk Award           | Millor director                                        | Joe Mantello                                           | Nominat   |
| 2018 | Drama Desk Award           | Millors decorats                                       | Miriam Buether                                         | Guanyador |
| 2018 | Drama Desk Award           | Millor disseny de vestuari                             | Ann Roth                                               | Nominat   |
| 2018 | Drama Desk Award           | Millor disseny d'il·luminació                          | Paul Gallo                                             | Nominat   |